# Langue des signes coréenne
La langue des signes coréenne, (en coréen : 한국 수어 ou 한국 수화) est la langue des signes utilisée par les personnes sourdes et leurs proches en Corée du Sud.

## Histoire
Elle est utilisée depuis 1889, les écoles primaires pour enfants sourds utilisent la langue des signes depuis 1908.
En 1909, une école pour les sourds et les aveugles est fondée à Pyongyang par la missionnaire Rosetta Sherwood Hall (en).
La Corée est entièrement annexée par le Japon de 1910 jusqu'à sa défaite en 1945 et en 1913, une école pour sourds est ouverte à Séoul. La langue des signes japonaise est enseignée jusqu'en 1935, où la politique d'éducation change et l'oralisme est mis en place officiellement dans toutes les écoles japonaises.
À la suite de la création de deux États indépendants en 1948, le pays est séparé en deux et la langue des signes évolue dans chaque partie de la Corée sans influences mutuelles.

### Statut juridique
- Corée du Nord : aucune information
- Corée du Sud : la langue des signes coréenne est une langue officielle de la République de Corée[4].

## Caractéristiques
La langue des signes coréenne est liée aux langues des signes japonaise et taïwanaise.
En Corée du Nord, la langue des signes utilisée est très certainement liée à la langue des signes utilisée dans le Sud. Selon l'étude de Daisuke en 2013, il y aurait 70 % de signes similaires alors que le pourcentage est d'environ 50 % entre la langues des signes japonaise et celle utilisée en Corée du Sud. Le fait que la Corée du Nord soit un pays fermé et que l'étude de Daisuke soit sans doute la première rend la connaissance de la situation difficile.

## Utilisation
Il existe de nombreux cours de langue des signes pour les personnes malentendantes et les parents d'enfants sourds. Des interprètes sont nécessaires dans les tribunaux. La langue des signes est utilisée lors d'événements publics importants et par des programmes de services sociaux.
La langue des signes coréenne possède un alphabet manuel pour épeler.
Les chaines de télévision coréennes proposent des programmes destinés aux sourds.